# Hybridlärk
Hybridlärk (Larix × marschlinsii) är en hybrid av två träd. Hybridlärk ingår i släktet lärkar och familjen tallväxter.
Arten här en hybridisering mellan Europeisk lärk och Japansk lärk som förekommer som parkträd i Sverige upp till Norrlandskusten, men reproducerar sig inte.
Hybrider av europeisk lärk och japansk lärk uppkom för första gången omkring året 1900 i trädgårdar som tillhörde domkyrkan i Dunkeld i kommunen Perth and Kinross i Skottland. Sedan avlades hybrider fram vid en plantskola i Schweiz. Sista delen i hybridens vetenskapliga namn syftar på slottet Marschlins som ligger nära plantskolan. Hos nästan alla exemplar befruktades en japansk lärk med pollen från europeisk lärk. Den andra varianten är inte lika uthärdlig.
Hybridlärk kan nå en höjd av 38 meter och stammen kan vara en meter bred vid brösthöjden. Trädets barr är lite mer blåaktig än hos europeisk lärk.

## Bildgalleri

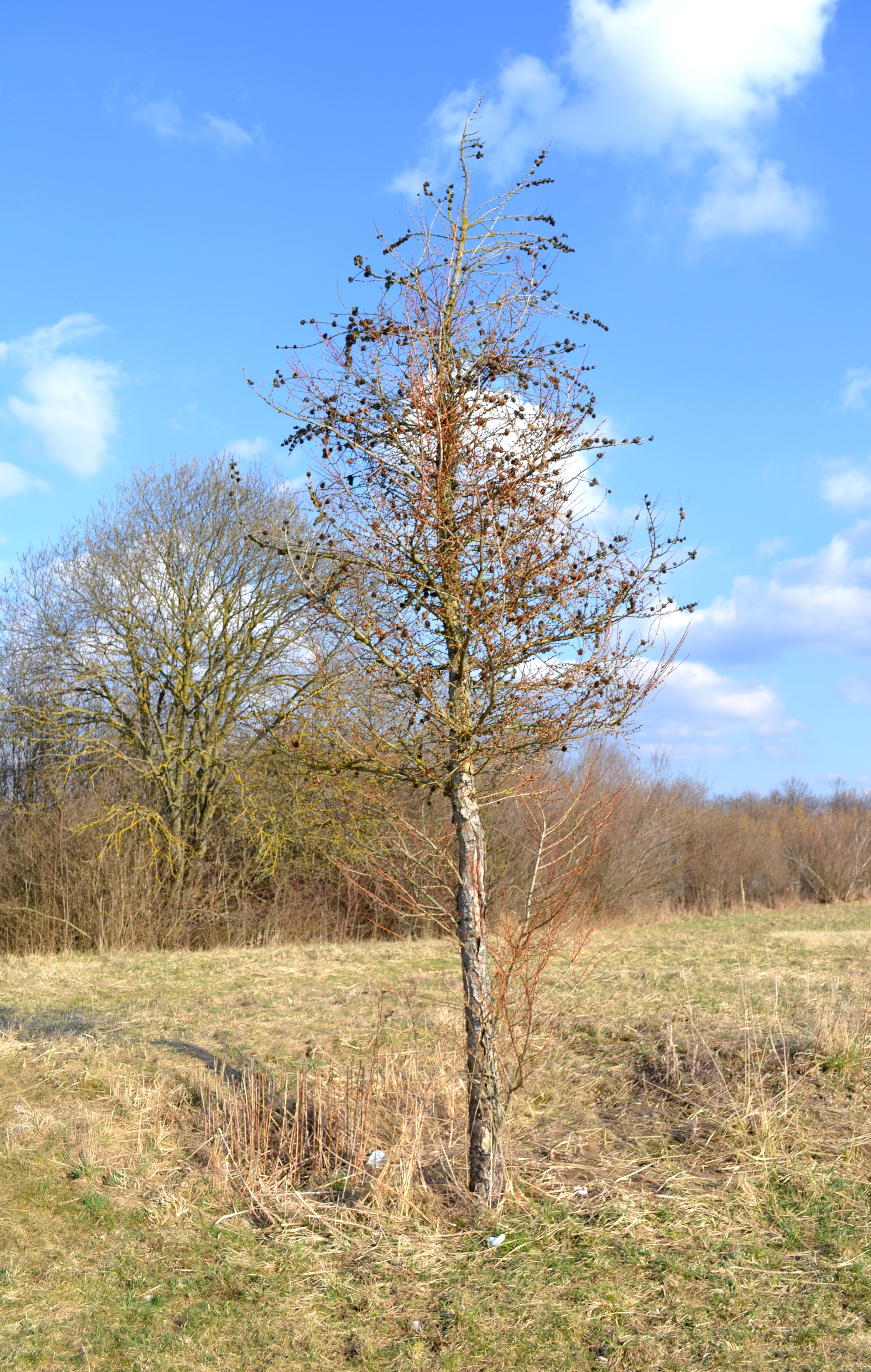
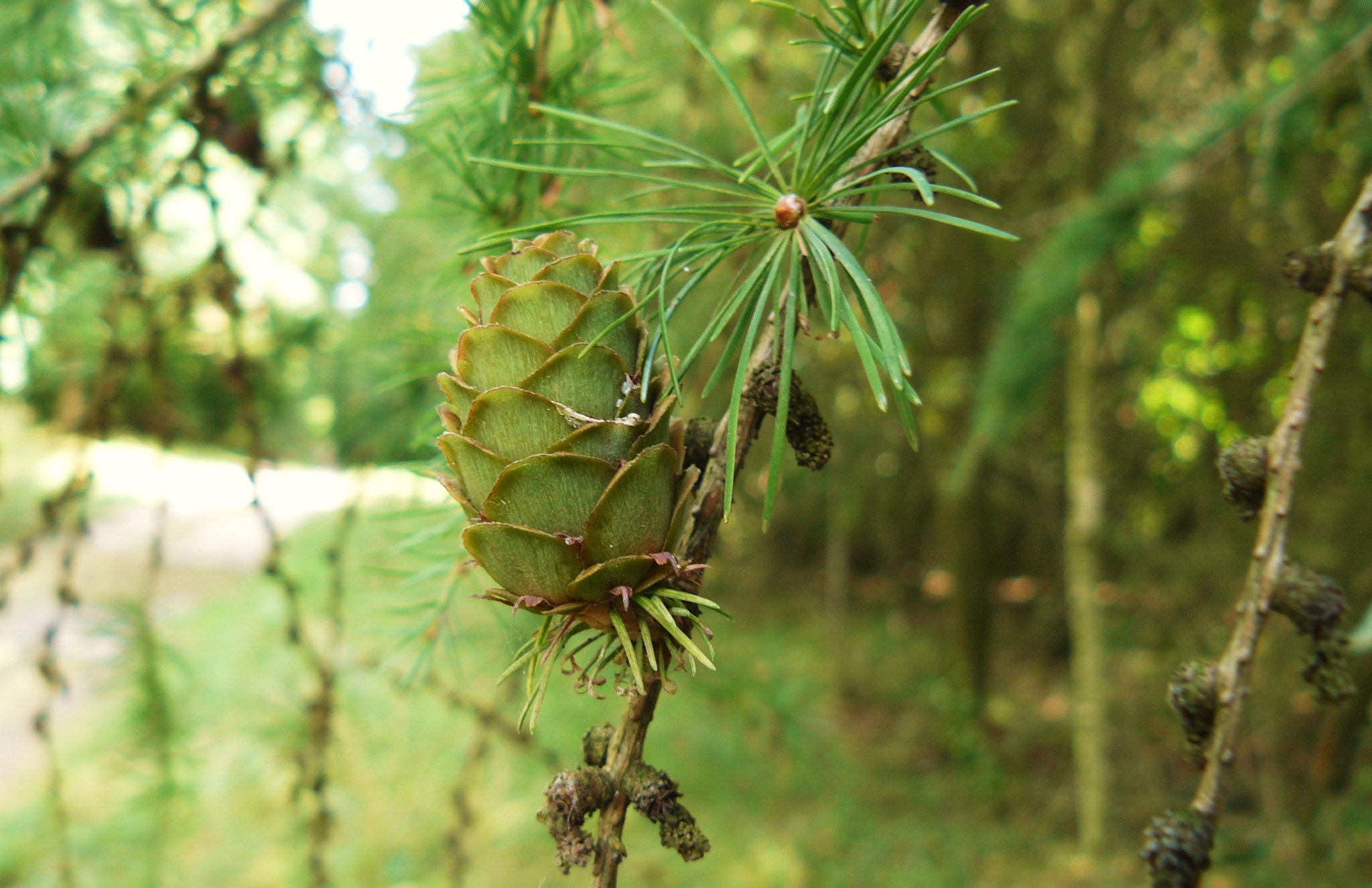
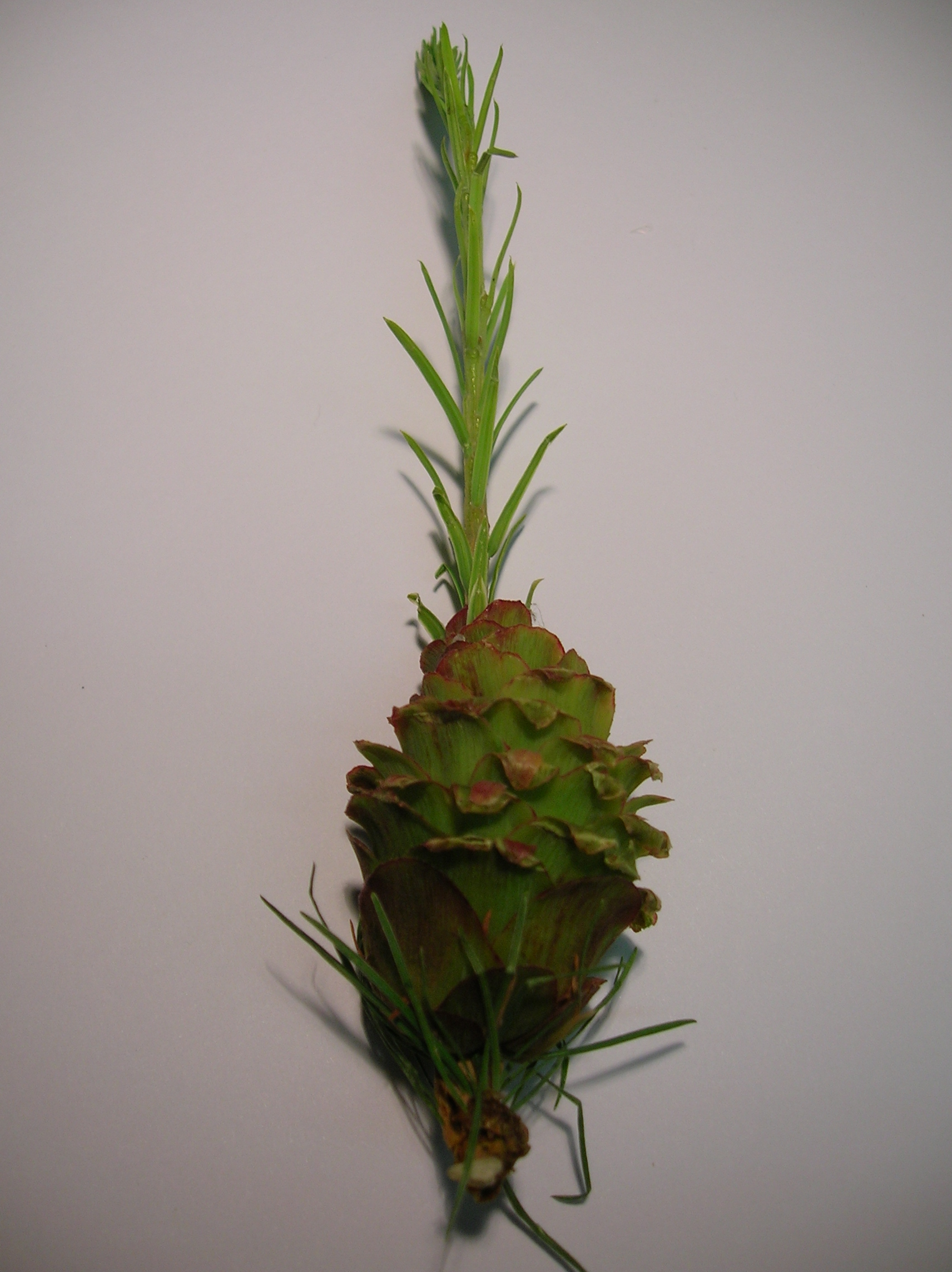
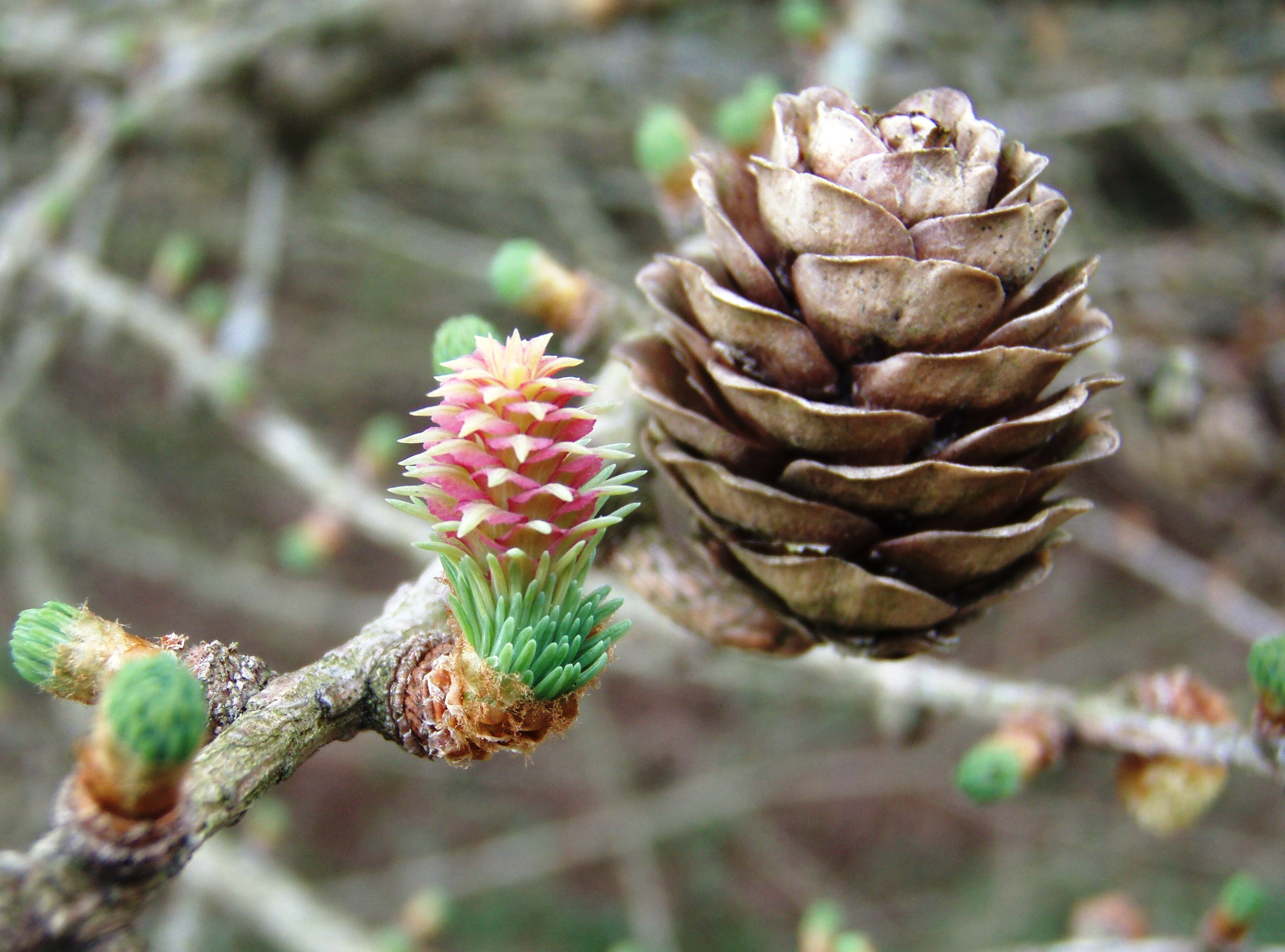
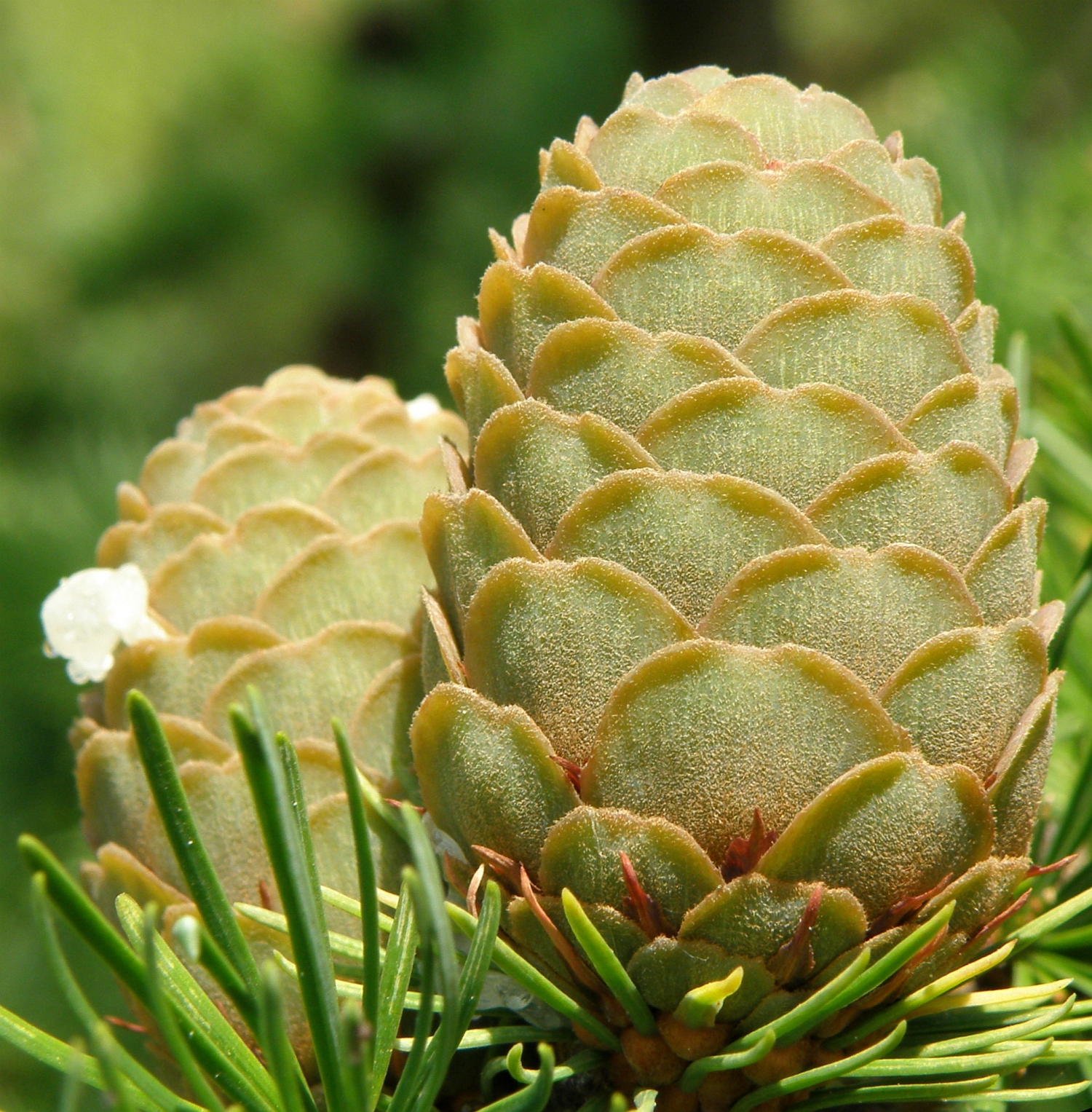
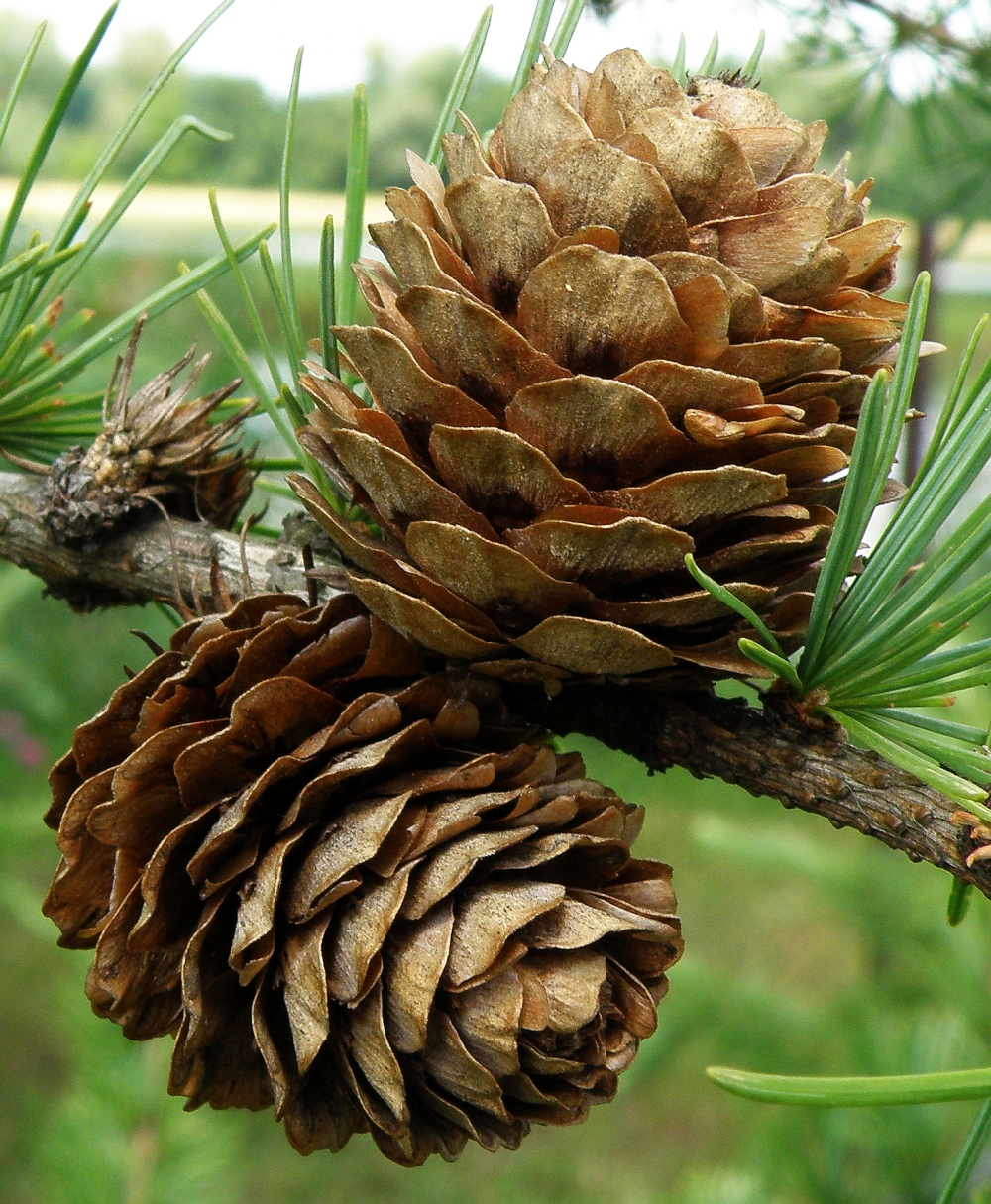